# Canon EOS R100
Die Canon EOS R100 ist eine spiegellose Systemkamera des japanischen Herstellers Canon. Sie wurde am 24. Mai 2023 zusammen mit dem Objektiv RF 28mm F2.8 STM Pancake vorgestellt.

## Merkmale
Die R100 richtet sich an Einsteiger und ist der Nachfolger der spiegellosen Canon EOS M200.
Der in der R100 verwendete APS-C-Sensor entstammt der R10. Mit den anderen EOS-R-Modellen teilt sie sich außerdem die automatische Motiverkennung und die Schärfe- und Belichtungsnachführung bei Serienaufnahmen. Auf eine gehäuseinterne Bildstabilisation wurde allerdings verzichtet.
GPS, Focus-Stacking und Panorama-Stitching stehen nicht zur Verfügung.